# موسي محلة (دابوي الجنوبي)
موسی محلة (بالفارسية: موسی‌محله) هي قرية تقع في إيران في قسم دابوي الجنوبی الريفي. يقدر عدد سكانها بـ 214 نسمة بحسب إحصاء 2016.